# Sonora Island
Sonora Island ist eine Insel zwischen dem Festland der kanadischen Provinz British Columbia und der vorgelagerten Insel Vancouver Island. Sonora Island gehört zum Strathcona Regional District und liegt nördlich von Quadra Island sowie südöstlich von East Thurlow Island. Die Insel wird der Inselgruppe Discovery Islands zugerechnet und gehört dort zusammen mit Read Island, Rendezvous Islands sowie Stuart Island zu den sogenannten Outer Discovery Islands. Innerhalb der Discovery Islands ist Sonora Island nach Quadra Island und West Redonda Island die drittgrößte Insel.
| Nodales Channel → East Thurlow Island                 | Cordero Channel → Festland                  | Bute Inlet                                   |
| Discovery Passage (Seymour Narrows)→ Vancouver Island | Kompassrose, die auf Nachbargemeinden zeigt | Cordero Channel → Stuart Island              |
| Okisollo Channel → Quadra Island                      |                                             | Hole in the Wall (Channel) → Maurelle Island |

Offizielle Gemeinden gibt es auf der Insel nicht. Die Insel ist weitgehend unbewohnt. Im Osten der Insel liegen ein kleines Resort sowie zwei Indian reserve („Mushkin No. 5“ und „Mushkin No. 5A“) der Homalco. Ein weiteres kleines Resort liegt im Süden der Insel.
Auf der Insel gibt es mehrere Seen, von denen der Florence Lake und der St. Aubyn Lake die größten sind. Der höchste Punkt der Insel ist, mit einer Höhe von 272 m, der im Osten gelegene „Peak Sonora“.
Mit dem Thurston Bay Marine Provincial Park liegt einer der Provincial Parks in British Columbia im zentralen Nordwesten der Insel. An den Provinzpark schließt sich mit dem „Cetan/Thurston Bay Conservancy“ ein weiteres Schutzgebiet an. Beide Schutzgebiete bieten keine wesentliche touristische Infrastruktur.
Die Insel ist die südöstlichste Insel die noch dem Great Bear Rainforest zugerechnet wird.

## Name
In den Karten der britischen Admiralität aus dem Jahr 1862 wurde Sonora Island noch zusammen mit Quadra Island und Maurelle Island als eine Insel, als „Valdes Island“, bezeichnet. Erst mit der Entdeckung und Kartierung des Okisollo Channel und des Hole in the Wall (Kanal) änderte sich dies. Als die Inseln der inzwischen in „Valdes Islands“ umbenannte Inselgruppe eigene Namen erhalten sollten, wurde 1902 entschieden die nordöstliche Insel in Sonora Island umzubenennen. Namensgeber ist der Schoner Sonora, mit dem im Jahr 1775 Juan Francisco de la Bodega y Quadra den pazifischen Nordwesten erkundete.